# Oscar Viale
Gerónimo Oscar Schissi (Buenos Aires; 1 de enero de 1932 - Ibídem; 2 de agosto de 1994), más conocido bajo su nombre artístico Oscar Viale, fue un actor, cómico y guionista argentino. Fue uno de los dramaturgos más destacados entre los surgidos en las últimas décadas del siglo XX en Argentina, referente de la llamada Generación del 60, y del movimiento cultural Teatro Abierto. Actor que logró gran popularidad televisiva en roles cómicos, se dedicó plenamente a escribir obras de teatro y guiones para cine y televisión.

## Biografía

### Inicios y radioteatro
Sus inicios en el teatro fueron como alumno del Conservatorio Nacional Carlos López Buchardo en 1955. Luego de recibirse, fue seleccionado para formar parte del elenco estable de Las dos carátulas, en Radio Nacional, programa que emitía versiones radiales de grandes títulos del teatro universal. TIempo después, en la misma radio, terminarían interpretando obras suyas.

### Primeros éxitos en teatro
Su primer éxito fue con su primera obra El grito pelado, de 1967 (estrenado en Buenos Aires en el Teatro del Bajo con Elsa Berenguer y Ulises Dumont), y le siguieron La pucha, Encantada de conocerlo (estrenada por Ana María Picchio y China Zorrilla), Convivencia (estrenada en 1979, con Luis Brandoni, Federico Luppi y Betiana Blum, y que además tuvo una adaptación cinematográfica dirigida por Carlos Galettini), Periferia y Camino negro (con Betiana Blum y Miguel Ángel Solá).

### Cine y televisión
Su mayor éxito teatral fue la pieza Chúmbale (estrenada en 1971 en el Teatro Margarita Xirgu por Luis Brandoni y Marta Bianchi) y en televisión, el clásico de la TV argentina Los Campanelli que había ideado junto a Juan Carlos Mesa y Jorge Basurto y en donde también participaba como actor. Fue el guionista de Plata dulce, Los gauchos judíos, El infierno tan temido,  y No toquen a la nena (con la primera aparición de Julio Chávez en el cine), entre otros. Durante el Proceso de Reorganización Nacional en Argentina debió exiliarse en España.

## La falsa desaparición de Olmedo y escándalo[5]
El 4 de mayo de 1976, en el primer programa del año de El Chupete, se anuncia la falsa noticia de la «desaparición física» de Alberto Olmedo. Hasta entonces, los guionistas del programa habían sido Juan Carlos Mesa y Jorge Basurto, que escribían guiones estructurados, y no dejaban demasiado lugar a la improvisación. Para la nueva temporada, Olmedo había elegido a Oscar Viale y Humberto Ortiz. Viale tuvo la idea de empezar el programa con un periodista real comunicando la noticia de la desaparición de Olmedo. El texto, escrito por Viale, fue leído por el locutor Jorge Nicolau:

“En este horario y por este canal debía salir al aire hoy el primer programa del año de El Chupete. Infortunadamente eso no será posible, debido a la desgraciada circunstancia de que su protagonista, Alberto Olmedo ha desaparecido. Este hecho nos ha llenado a todos de consternación. Sorpresivamente su familia, sus amigos, sus compañeros, el país todo, se ve privado de la presencia física de quien tanto quiere. Olmedo, el Negro Olmedo, ha hecho esta vez un viaje inesperado que terriblemente, por primera vez, no causa gracia. El Negro se ha ido. No tenemos más palabras. Guardémosle cariñoso respeto viendo uno de los últimos programas del año pasado”

Al terminar el anuncio, pasan los títulos de apertura de la temporada pasada del programa, pero estos son interrumpidos abruptamente. Olmedo ingresa corriendo al estudio, agitado, y dice: “¡Se lo creyeron, eh! Pero che, ¿No se puede llegar un poquito tarde acá?”, dando a entender que todo se trataba de una broma. Pero ya para ese momento, la agencia Noticias Argentinas y varias radios del país, habían salido a confirmar la muerte del actor.
Se había grabado (además de este) un segundo programa que nunca salió al aire. Una semana después, como consecuencia de la broma (con referencia a los asesinatos que estaba cometiendo los militares en el poder), levantan el ciclo y echan a Viale, Olmedo, el locutor y también al director del programa. A raíz de este incidente, Olmedo fue «borrado» de la televisión por dos años.

## Vida personal
Estuvo en pareja durante varios años con Beatriz Boccalandro, y más tarde con la actriz Betiana Blum. Viale tuvo dos hijos, Nora y Diego; este último es pianista, compositor y arreglista. 

## Fallecimiento

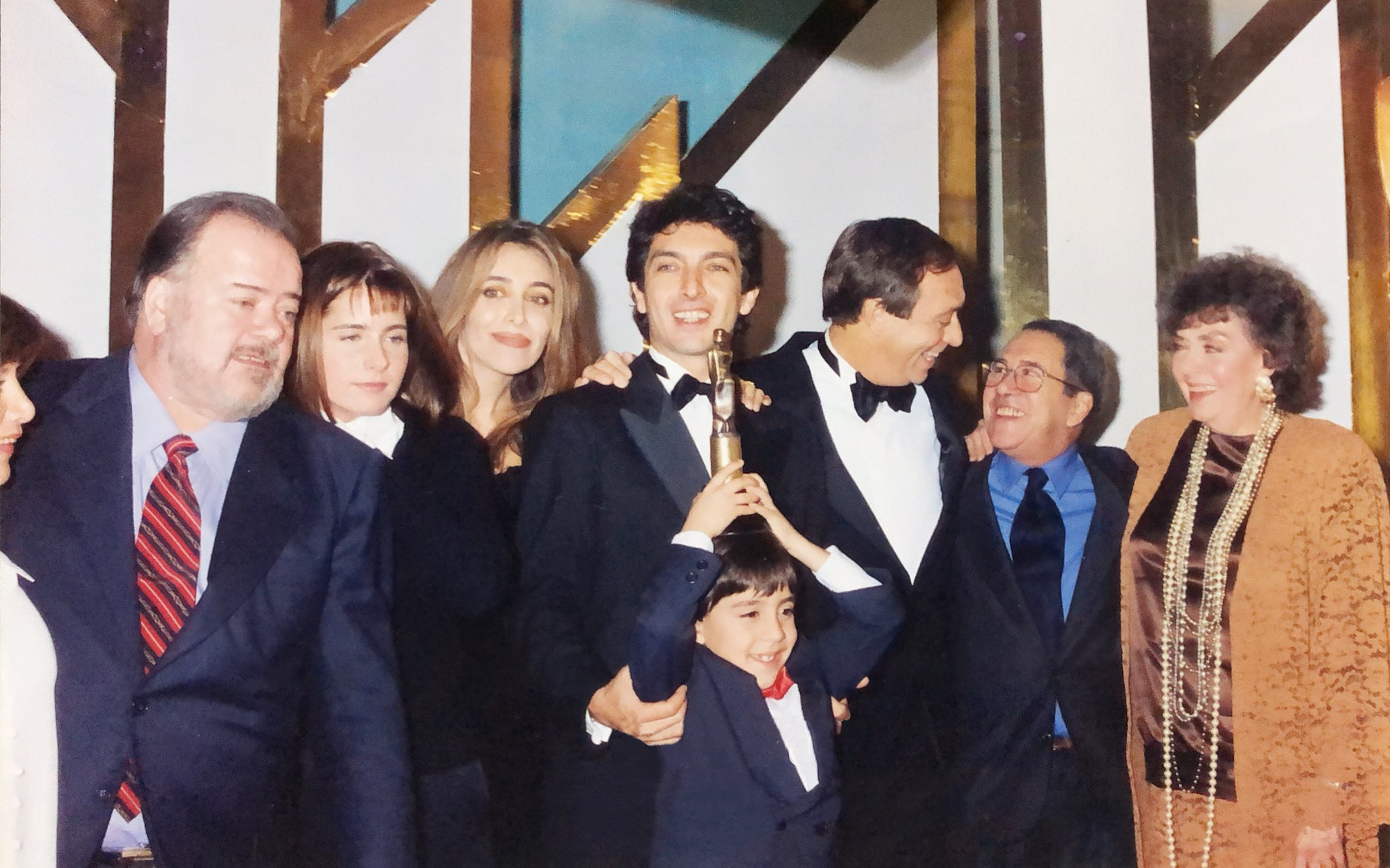
Oscar Viale junto al elenco de Mi Cuñado en los premios Premios Martín Fierro, luego de ganar en la categoría Mejor Telecomedia (de izq. a der.: Oscar Viale, Cecilia Dopazo, Patricia Viggiano, Ricardo Darin, Luis Brandoni, Carlos Berterreix, Nelly Prono, y Leonardo Vilches).

Falleció en Buenos Aires el 2 de agosto de 1994, a los 62 años, mientras escribía el éxito televisivo Mi cuñado, protagonizado por Luis Brandoni y Ricardo Darín. La primicia de su fallecimiento fue anunciada al día siguiente por Oscar Martínez durante el programa Almorzando con Mirtha Legrand.

## Filmografía
Guionista
- El año del conejo (1987) Dirección: Fernando Ayala
- Sobredosis (1986) Dirección: Fernando Ayala
- Plata dulce (1982) Dirección: Fernando Ayala
- El infierno tan temido (1980) Dirección: Raúl de la Torre
- La nueva cigarra (1977) Dirección: Fernando Siro

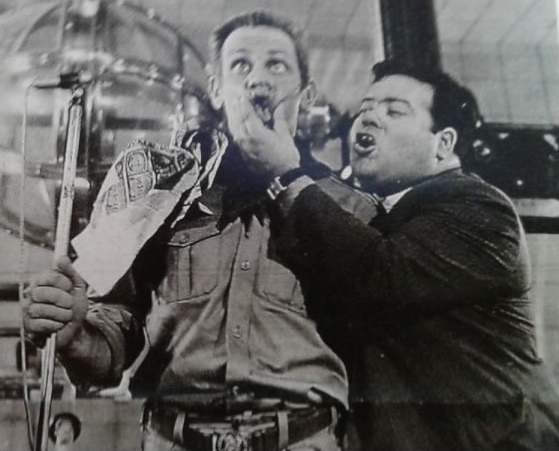
Oscar Viale y Norman Brisky en La guita (Fernando Ayala, 1970)

- No toquen a la nena (1976) Dirección: Juan José Jusid
- Los hombres sólo piensan en eso (1976) Dirección: Enrique Cahen Salaberry
- El gordo de América (1976) Dirección: Enrique Cahen Salaberry
- Juan que reía (1976) Dirección: Carlos Galettini
- Mi novia el... (1975) Dirección: Enrique Cahen Salaberry
- Los gauchos judíos (1974) Dirección: Juan José Jusid
- Las píldoras (1972) Dirección: Enrique Cahen Salaberry
- El picnic de los Campanelli (1972) Dirección: Enrique Carreras
- El veraneo de los Campanelli (1971) Dirección: Enrique Carreras
- Chúmbale (1968) Dirección: Carlos OrgambideOscar Viale y Norman Brisky en La guita (Fernando Ayala, 1970)

Intérprete
- El acompañamiento (1988)
- Sin querer, queriendo (1985)
- Crecer de golpe (1977)
- Las aventuras de Pikín (1977)
- Juan que reía (1976)
- No toquen a la nena (1976) ... Porta
- Clínica con música (1974) ... Fermín
- Los gauchos judíos (1974)
- Disputas en la cama (1972)
- Autocine mon amour (1972)
- La gran ruta (1971) ... Nestor
- El veraneo de los Campanelli (1971)
- Turismo de carretera (1968)
- La guita (1970)

Autor
- Chúmbale (2002) Dirección: Aníbal Di Salvo
- Convivencia (1994) Dirección: Carlos Galettini
- Chúmbale (1968) Dirección: Carlos Orgambide

Temas musicales
- Juan que reía (1976) Dirección: Carlos Galettini

Diálogos
- Más allá de la aventura (1980) Dirección: Oscar Barney Finn

## Televisión
Autor
- Mi cuñado (1993-1997)
- Los Campanelli (1969-1973)
- La tuerca (1981)
- La tuerca (1965-1974)
- Buscavidas (1993)
- Así o asá (1984)
- El sangarropo (1973)
- El tango del millón (1973)
- El chupete (1973)
- Las cosas de los Campanelli (1971)
- El chinchorro (1971)
- Atrás en la vía (1970)
- Sebastián y su amigo el artista (1971)

Actor
- La Tuerca
- Historias de medio pelo (1974)
- Ciclo de teatro argentino (1971)
- Cuatro historias de alquiler (1971)
- El Chinchorro (1971)

## Teatro
Autor
- El grito pelado (1967)
- Tratala con cariño (1985)
- Antes de entrar, dejen salir (1984)
- Camino negro (1983)
- Íntimas amigas (1982)
- Periferia (1982)
- Convivencia (1979)
- Encantada de conocerlo (1978)
- Leonor vs. Benedetto (1978)
- ¿Yo? Argentino (1976)
- Chúmbale (1971)
- La pucha (1969)
- Golpeá que te van a abrir
- Monólogos y adulterios
- Luna de miel entre veinte
- Convivencia femenina
- Ahora vas a ver lo que te pasa
- Catacumbias

#### Obras inéditas
- A dónde va la luz cuando se apaga

Intérprete
- La dama del Maxim's
- Mens sana in corpore sano

Actor
- Chúmbale
- El avión negro
- Mateo
- Locos de verano
- Antes de entrar dejen salir

## Premios

### Premios Cóndor de Plata
| Año  | Categoría            | Película    | Resultado |
| ---- | -------------------- | ----------- | --------- |
| 1983 | Mejor Guion Original | Plata dulce | Ganador   |

### Premios Martín Fierro
| Año | Categoría         | Trabajo   | Resultado |
| --- | ----------------- | --------- | --------- |
| ?   | Mejor Telecomedia | Mi cuñado | Ganador   |